# Szojuz TMA–20
Szojuz TMA–20 a Szojuz–TMA orosz háromszemélyes szállító/mentőűrhajó űrrepülése volt 2010-ben és 2011-ben. Az 59. emberes repülés a Nemzetközi Űrállomásra (ISS).

## Küldetés
Hosszú távú cserelegénységet szállított az ISS fedélzetére. A tudományos és kísérleti feladatokon túl az űrhajók cseréje volt szükségszerű.

## Jellemzői
2010. december 15-én a Bajkonuri űrrepülőtér indítóállomásról egy Szojuz–FG juttatta Föld körüli, közeli körpályára. Több pályamódosítást követően december 17-én a Nemzetközi Űrállomást (ISS) automatikus vezérléssel megközelítette, majd sikeresen dokkolt. Az orbitális egység pályája 88,8 perces, 51,64 fokos hajlásszögű, elliptikus pálya-perigeuma 201 kilométer, apogeuma 253 kilométer volt.
Az időszakos karbantartó munkálatok mellett elvégezték az előírt kutatási, kísérleti és tudományos feladatokat. A legénység több mikrogravitációs kísérletet, emberi, biológiai és biotechnológiai, fizikai és anyagtudományi, technológiai kutatást, valamint a Földdel és a világűrrel kapcsolatos kutatást végeztek. Fogadták az űrsiklókat és a nemzetközi teheregységeket, valamint a teherűrhajókat (M–07M, M–08M, M–09M, M–09M), kirámolták a szállítmányokat, illetve bepakolták a keletkezett hulladékot.
2011. május 24-én Zsezkazgan városától hagyományos visszatéréssel, a tervezett leszállási körzettől mintegy 147 kilométerre ért Földet. Összesen 159 napot, 7 órát, 17 percet és 15 másodpercet töltött a világűrben. 2508 alkalommal kerülte meg a Földet.

## Személyzet

### Felszállásnál
- Dmitrij Jurjevics Kondratyjev parancsnok,  Oroszország
- Paolo Angelo Nespoli (2) fedélzeti mérnök,  Olaszország
- Catherine Grace Coleman (3) fedélzeti mérnök,  Egyesült Államok

### Leszálláskor
- Dmitrij Jurjevics Kondratyjev parancsnok,  Oroszország
- Paolo Angelo Nespoli fedélzeti mérnök,  Olaszország
- Catherine Grace Coleman fedélzeti mérnök,  Egyesült Államok

### Tartalék személyzet
- Anatolij Alekszejevics Ivanyisin  parancsnok,  Oroszország
- Furukava Szatosi fedélzeti mérnök,  Japán
- Michael Edward Fossum fedélzeti mérnök,  Egyesült Államok

## Külső hivatkozások
- Szojuz TMA–20. kursknet.ru. [2015. október 5-i dátummal az eredetiből archiválva]. (Hozzáférés: 2013. augusztus 20.)
- Szojuz TMA–20. spacefacts.de. (Hozzáférés: 2013. augusztus 20.)
- Szojuz TMA–20. sg.hu. (Hozzáférés: 2013. augusztus 10.)
- Szojuz TMA–20. lib.cas.cz. [2013. október 13-i dátummal az eredetiből archiválva]. (Hozzáférés: 2013. augusztus 20.)